# Gnophos bicolor
Gnophos bicolor är en fjärilsart som beskrevs av Charles Oberthür 1913. Gnophos bicolor ingår i släktet Gnophos och familjen mätare. Inga underarter finns listade i Catalogue of Life.